# Коллекция икон Олега Кушнирского
Коллекция икон Олега Кушнирского представляет собой собрание значительных произведений русского религиозного искусства XVII — начала XX веков, сформированное Олегом Кушнирским в США, преимущественно в 1992—2003 годах, и в настоящее время является одной из наиболее самобытных коллекций русского искусства на Западе. Коллекция включает шестьдесят многосоставных русских икон, 57 из которых вошли в опубликованный каталог; она изучена крупными специалистами, как российскими, так и зарубежными, опубликован ее полный научный каталог, презентации которого состоялись в ведущих российских музеях. Должность директора коллекции занимает сын собирателя, Илья Кушнирский; он руководит коллективом, занимающимся исследованием и популяризацией русской православной иконы.

## О коллекции
Собрание Олега Кушнирского включает произведения, созданные в иконописных селах Владимирской губернии (Палех, Мстёра, Холуй), старообрядческих деревнях Подмосковья и в мастерских Центральной России. Большинство из них посвящены таким сюжетам как «Воскресение — Сошествие во ад», житиям святых и Богородицы, со сценами сказаний и чудес. Эта коллекция икон представляет сравнительно малоизученную часть русской духовной культуры Нового времени, а также иллюстрирует собой драматичную судьбу произведений русского искусства в XX веке, извилистыми путями попавших в США во время нескольких волн эмиграции. Коллекция отражает интересы и вкусы своего основателя, но при этом имеет музейное значение, предлагая свежий взгляд на позднюю русскую иконопись, тем самым обогащая и дополняя понимание ее истории и художественной ценности, о чем говорится в отзывах специалистов (см. ниже). Как отмечала реставратор Римма Щипина, «Коллекция восполняет весьма фрагментарную панораму истории христианского искусства этой поры, но, что наиболее значимо, очерчивает контуры канонической традиции, жизнестойкой в тех центрах, которые зачастую были связаны со старообрядцами». Жемчужиной коллекции сам Олег Кушнирский считает палехскую минею — полностью сохранный годовой комплект миней, 12 памятников второй четверти XIX века, которые, вероятно, были написаны одной рукой.
Особенностью коллекции является тот факт, что она была полностью сформирована в США, будучи тем самым защищенной от возможных межгосударственных притязаний, что особенно важно в условиях существенного сокращения межмузейного сотрудничества США и РФ в связи с конфликтом вокруг прав собственности на т. н. Библиотеку Шнеерсона. Отсутствие работ из собраний российских государственных музеев на выставках в США кардинально увеличило значение Коллекции икон Олега Кушнирского для американских культурных институций и исследователей, что отмечала, в частности, профессор Чепменского университета в Калифорнии Венди Салмонд, главный редактор Journal of Icon Studies. В октябре 2024 г. все произведения, входящую в Коллекцию икон Олега Кушнирского, будут представлены на выставке в Миннеаполисе.
В период резкого охлаждения и ухудшения российско-американских отношений Коллекция икон Олега Кушнирского стала важной культурной институцией в сфере межгосударственного культурного сотрудничества, что отмечали писавшие о ней специалисты Сергей Брюн, Софья Багдасарова, Дмитрий Саноян, Иван Просветов и другие. Научный каталог Коллекции, опубликованный в 2023 году московским издательством ЭКСМО, подготовила сотрудник Отдела истории русской культуры Государственного Эрмитажа, хранитель коллекции поздней русской иконописи Анна Иванникова; в работе над ним участвовали ведущий научный сотрудник отдела древнерусского искусства Государственного Русского музея Ирина Шалина, Сергей Ходорковский, Николай Задорожный, София Бирина (редактор-составитель тома) и другие эксперты; опубликованную в том же томе статью об истории формировании коллекции написал иерусалимский социолог, культуролог и музейный куратор Алек Д. Эпштейн. Научный каталог коллекции получил положительные отзывы заведующей научной библиотеки санкт-петербургского Государственного музея истории религий Аллы Панеях, заместителя директора Государственной Третьяковской галереи Татьяны Карповой, заведующей сектором древнерусского искусства Саратовского художественного музея им. А. Н. Радищева Ирины Ильиной и ряда других специалистов.
Презентация этого тома и Коллекции икон Олега Кушнирского в целом состоялись в 2023—2024 годах в Музей русской иконы им. Михаила Абрамова, Новгородском государственном музее-заповеднике, Угличском государственном историко-архитектурном и художественном музее, в Музее христианской культуры в Санкт-Петербурге, в Музее Казанской иконы, в Музее «Невьянская икона» в Екатеринбурге, на ВДНХ и на других площадках, вызвав значительный интерес.